# Печене
Печенето е процес, при който нагряването на хранителните продукти се извършва в атмосфера на горещ въздух с температура 100-300 °С или с лъчиста енергия. В резултат на различни микробиологични, топлофизични, биохимични и колоидни процеси продуктът се превръща в готово кулинарно изделие.
Хранителните продукти могат да се пекат в електропекарни шкафове, на електрическа плоча, на скара, на шиш или на грил апарат.
В зависимост от начина на предаване на топлина към продукта се различават два основни способа на печене: радиационно-конвективен и в поле на инфрачервено излъчване.
- Радиационно-конвективен начин на печене (печене в електропекарен шкаф). При печенето в електропекарен шкаф хранителните продукти се нагряват основно от лъчистата енергия, която се отделя от нагретите стени на камерата, и частично благодарение на топлопроводността на нагретия под и съприкосновението им с горещия въздух (конвекция). При този начин на нагряване приготвянето на кулинарните изделия се обуславя от метода на повърхностното нагряване. Като показател за интензивността на печенето в електропекарните шкафове се приема температурата на въздушната среда на пекарната камера. Тя трябва да отговаря на свойствата на топлинно обработвания продукт.
- Печене в поле на инфрачервено излъчване. При този случай продуктите се пекат без димообразуване. За целта те се поставят върху предварително намазана с мазнина метална решетка или се изнизват на шиш. Способът дава възможност продуктите да се пекат и в грил-апарати, където като източници на инфрачервено излъчване се използват електрически нагревателни елементи.

Инфрачервените лъчи имат способността да проникват в известна дълбочина на продукта (10-12 mm) и да въздействуват на молекулната му структура. При подбора на източника на, излъчване трябва да се имат предвид две основни изисквания:
- Първо. Да се обезпечава бързо образуване на равномерно оцветена коричка по повърхността на кулинарното изделие.
- Второ. Добро проникване на инфрачервените лъчи в продукта, което увеличава скоростта на нагряване.

Подходящи за печене по двата начина са продукти от растителен произход, които съдържат по-голямо количество влага и са по-бедни на целулоза, както и месните полуфабрикати, характеризиращи се с мека и крехка мускулна тъкан и по-нежна съединителна тъкан.